# Fıranlar, Pazaryeri
Fıranlar là một xã thuộc huyện Pazaryeri, tỉnh Bilecik, Thổ Nhĩ Kỳ. Dân số thời điểm năm 2011 là 216 người.